# Ranunculus triplodontus
Ranunculus triplodontus är en ranunkelväxtart som beskrevs av Ronald Melville. Ranunculus triplodontus ingår i släktet ranunkler, och familjen ranunkelväxter. Inga underarter finns listade i Catalogue of Life.